# Enfant-bulle
 (février 2018).
Si vous disposez d'ouvrages ou d'articles de référence ou si vous connaissez des sites web de qualité traitant du thème abordé ici, merci de compléter l'article en donnant les références utiles à sa vérifiabilité et en les liant à la section « Notes et références ».
Un enfant-bulle (ou bébé-bulle pour les plus jeunes) est une personne dont les défenses immunitaires sont fortement affaiblies, voire inexistantes, si bien qu'elle doit être placée dans une bulle pour sa protection immunitaire.
Cela résulte le plus souvent d'une immunodéficience innée. Le nom d'« enfant-bulle » vient du fait que ces enfants doivent vivre dans un milieu stérile et isolé au maximum de l'environnement afin d'éviter les infections. En effet ils ne doivent jamais sortir de chez eux au risque de grave maladie. L'air doit être filtré et il faut éviter le plus de visite possible au cours de la vie de l'enfant.  Cette immunodéficience vient en général des cellules souches de la moelle osseuse qui génèrent un problème au niveau de la différenciation des lymphocytes T et des lymphocytes NK ou une anomalie dans la synthèse de cytokines.
Ils sont de ce fait très  vulnérables à toute forme d'infection, même aux micro-organismes normalement inoffensifs pour une personne non atteinte par cette déficience. Le risque de développer un cancer est également plus élevé.
Lors des premiers mois de leur vie, les enfants-bulles ne ressentent pas les effets de leur immunodéficience puisqu'ils possèdent encore des anticorps transmis par la mère au cours de la grossesse.
Des recherches génétiques actuelles[Quand ?] ont pour objectif de corriger cette déficience ; quelques enfants ont ainsi été guéris mais les infections réapparaissent parfois sans raisons évidentes.
Le principe d'une de ces techniques est de prélever des cellules souches de la moelle osseuse de l'enfant-bulle, de corriger le gène muté (thérapie génique) grâce à un virus dont le potentiel pathologique est désactivé, et enfin de réinjecter les cellules souches dans l'organisme afin qu'elles prolifèrent et permettent d'avoir un système immunitaire fonctionnel.